# Mary Bernstein
Mary Bernstein ist eine US-amerikanische Soziologin, die als Professorin an der University of Connecticut (UCon) forscht und lehrt. Sie amtierte 2023/24 als Präsidentin der Society for the Study of Social Problems (SSSP).

## Werdegang und Wirken
Bernstein, die 1997 an der New York University zur Ph.D. promoviert wurde, forscht und publiziert zu den Bereichen soziale Bewegungen, Ethnie, Gender und Recht, wobei sie den Focus auf soziale LGBTQ-Bewegungen und die Prävention von Waffengewalt legt. Sie wurde zum Mitglied des Regional Gun Violence Research Consortium am Rockefeller Institute of Government ernannt.
Bernstein leitet das Early College Experience-Programm (ECE) für Soziologie. Schüler an sechs Highschools in ganz Connecticut können eine Einführung in die Soziologie erhalten und sich diese an der UConn anrechnen lassen.

## Schriften (Auswahl)
- Mit Renate Reimann: Queer families, queer politics. Challenging culture and the state.

Columbia University Press, New York 2001, ISBN 023111690X. 
- Mit Scott Barclay und Anna-Maria Marshall: Queer mobilizations. LGBT activists confront the law.New York University Press, New York 2009; ISBN 9780814791301.
- Mit Verta Taylor: The marrying kind? Debating same-sex marriage within the lesbian and gay movement. University of Minnesota Press, Minneapolis 2013, ISBN 9780816681716.